# Estádio da Cidade do Cabo
O Estádio da Cidade do Cabo (em inglês:  Cape Town Stadium) é um estádio de futebol da África do Sulque foi uma das sedes oficiais da Copa do Mundo FIFA de 2010 e do Campeonato das Nações Africanas de 2014. Localiza-se no bairro de Green Point, entre a Montanha da Mesa e o Oceano Atlântico, na Cidade do Cabo. Sua capacidade máxima é de 55 000 espectadores.

## Histórico
Tendo sido designado African Renaissance Stadium ("Estádio da Renascença Africana") ainda na fase de planejamento, foi construído no lugar do antigo Estádio Green Point (Green Point Stadium), que foi demolido no ano de 2007. Em 28 de outubro de 2009 foi votada por unanimidade a atribuição do nome oficial de "Cape Town Stadium" pelo Conselho da Cidade do Cabo (Cape Town City Council). Devido ao facto de ter sido introduzido no sistema de vendas de bilhetes o nome do antigo estádio "Green Point", ainda antes da sua nomeação oficial, foram impressos e vendidos bilhetes e folhetos com esse nome, passando a ser esse o nome utilizado pela FIFA e por muitos sítios ligados à Copa do Mundo de 2010.

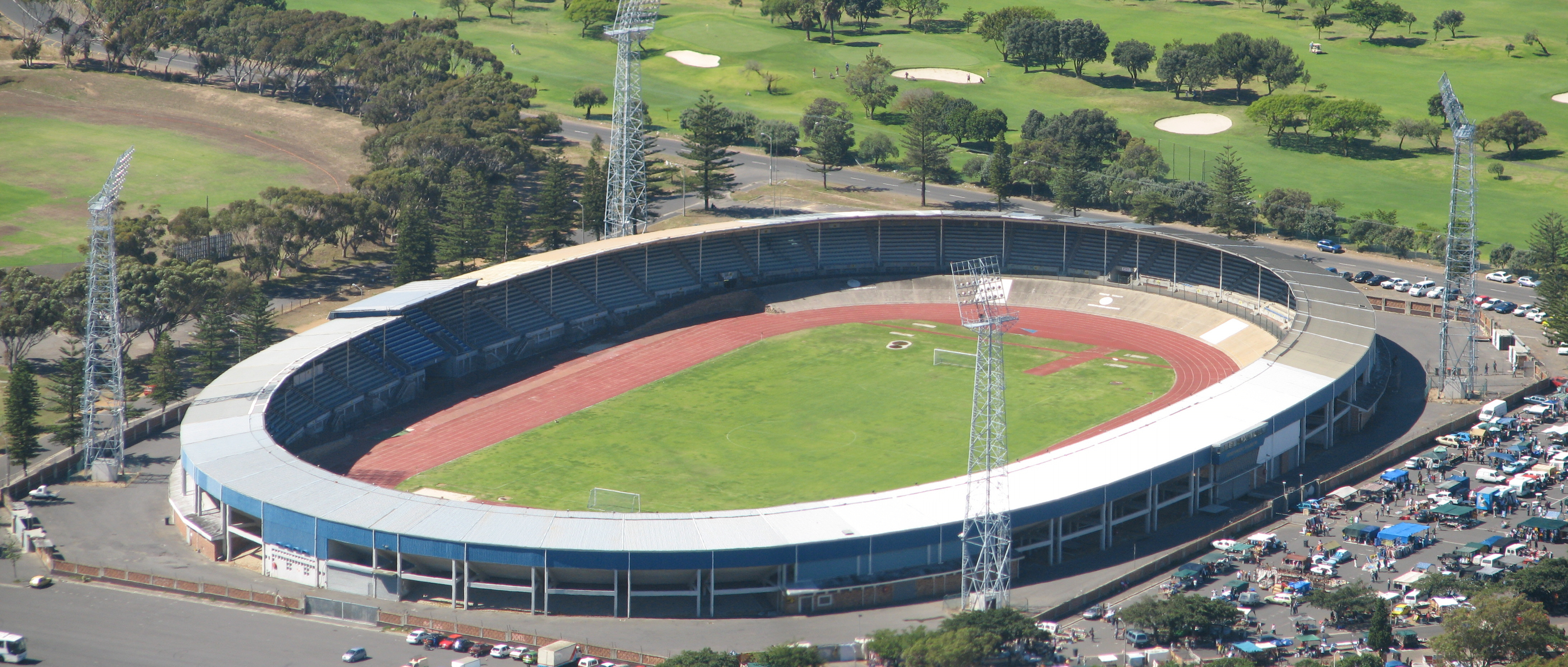
Visão aérea do antigo Estádio de Green Point, que foi demolido em 2007

## Copa do Mundo FIFA de 2010
O estádio recebeu oito jogos da Copa, inclusive uma das semifinais.
| Data               | Hora (UTC+2)       | 1ª equipe          | Placar             | 2ª equipe          | Fase               | Público |
| ------------------ | ------------------ | ------------------ | ------------------ | ------------------ | ------------------ | ------- |
| 11 jun             | 20:30              | Uruguai            | 0–0                | França             | Grupo A            | 64 100  |
| 14 jun             | 20:30              | Itália             | 1–1                | Paraguai           | Grupo F            | 62 869  |
| 18 jun             | 20:30              | Inglaterra         | 0–0                | Argélia            | Grupo C            | 64 100  |
| 21 jun             | 13:30              | Portugal           | 7–0                | Coreia do Norte    | Grupo G            | 63 644  |
| 24 jun             | 20:30              | Camarões           | 1–2                | Países Baixos      | Grupo E            | 63 093  |
| 29 jun             | 20:30              | Espanha            | 1–0                | Portugal           | Oitavas            | 62 955  |
| 3 jul              | 16:00              | Argentina          | 0–4                | Alemanha           | Quartas            | 64 100  |
| 6 jul              | 20:30              | Uruguai            | 2–3                | Países Baixos      | Semifinal          | 62 479  |
| Total              | Total              | Total              | Total              | Total              | Total              | 507 340 |
| Média (8 partidas) | Média (8 partidas) | Média (8 partidas) | Média (8 partidas) | Média (8 partidas) | Média (8 partidas) | 63 418  |

## Prejuízo financeiro
Após a Copa, o estádio não conseguiu se manter sustentável economicamente, com permanente prejuízo com sua manutenção para sua proprietária, a prefeitura da Cidade do Cabo. As causas principais são o número insuficiente de eventos abrigados, a proibição de instalação de comércio dentro e nos arredores do estádio - imposição da população local, e a negativa da popular equipe de rugby Stormers em deixar seu próprio estádio, o Newlands Stadium, e mandar seus jogos ali.